# Parafia Świętych Apostołów Piotra i Pawła w Lipicy
Parafia Świętych Apostołów Piotra i Pawła w Lipicy – parafia rzymskokatolicka znajdująca się w archidiecezji warmińskiej, w dekanacie Bartoszyce.